# División Intermedia 1940
La División Intermedia 1940 fue la decimoquinta y última edición de este torneo que constituía como tercera categoría. En este caso sólo se otorgó un único cupo al el campeón del torneo, debido a la fusiones de las Ligas de Lima y Callao (creándose Primera División de la Liga Regional de Lima y Callao) del siguiente año. En cambio, las Divisiones Intermedias de Lima y Callao se fusionaron y pasaron a ser la Segunda División Liga Regional Lima y Callao. 
El torneo fue integrado por 26 equipos provenientes de Lima, Rímac y Balnearios. 
Miguel Grau y Alianza Pino, pasaron a jugar la Promoción a la Primera División Liga de la Regional Lima y Callao de 1941 donde sólo Miguel Grau logró el ascenso. Mientras los demás equipos se incorporaron a la Segunda División Liga de la Regional Lima y Callao de 1941. 

## Equipos participantes
Primera Serie
- Alianza Pino - Promoción a Primera División Liga de la Regional Lima y Callao de 1941
- Atlético Peruano
- Alianza Limoncillo
- Nueve de Diciembre
- Once Amigos Walkuski
- Roberto Acevedo
- Sport Progreso
- Sportivo Uruguay
- Alianza Risso
- Eleven Boys Association
- Nacional FBC
- Asociación Deportiva Tarapacá
- Diego de Almagro

Segunda Serie
- Miguel Grau - Promoción a Primera División Liga de la Regional Lima y Callao de 1941
- Juventud Barranco
- Defensor Lima
- Atlético Miraflores
- Intelectual Raimondi
- Almagro Barranco
- Sportivo Unión
- Unión Porvenir
- Unión Lazo
- Alianza Chorrillos
- Agricultor de Surco
- Sport Inca
- Huáscar Barranco

## Final
| 13 de abril de 1941 | Miguel Grau | 2:0 | Alianza Pino | El Potao, Lima |  |